# Sindrome di Pellegrini-Stieda
La malattia o sindrome di Pellegrini-Stieda è una patologia dovuta ad una ossificazione dell'inserzione prossimale del legamento collaterale mediale all'epicondilo mediale del femore.
Tale sindrome prende il nome dai due medici che per primi l'hanno descritta, Augusto Pellegrini e Alfred Stieda.

## Eziologia
Tale sindrome può occorrere come complicanza da traumi di natura sportiva.
Si ritiene essere la conseguenza dell'avulsione dell'inserzione prossimale del legamento collaterale interno in seguito ad un trauma distorsivo.

## Clinica

### Segni e sintomi
Più spesso asintomatica, viene diagnosticata accidentalmente con radiografie eseguite per altri motivi.
Nelle forme sintomatiche si può rilevare un gonfiore internamente al condilo femorale, limitata mobilità del ginocchio, dolore e dolorabilità alla pressione del condilo interno del femore. Dopo diverse settimane dal gonfiore, è possibile palpare una massa calcificata nella regione del legamento collaterale mediale della tibia.

### Esami di laboratorio e strumentali
Nel 94% dei casi, è possibile diagnosticare la malattia con un'ecografia o con una radiografia.

## Trattamento
In fase acuta si prescrivono farmaci anti-infiammatori e ghiaccio localmente.
Nelle forme cronicizzate si praticano infiltrazioni locali con farmaci corticosteroidi.
Nelle forme ribelli ai trattamenti sopracitati, si effettua un piccolo intervento chirurgico con rimozione dell'ossificazione.